# Fabian Mehring
Fabian Mehring (ur. 14 lutego 1989 w Augsburgu) – niemiecki polityk, politolog i nauczyciel akademicki, działacz Wolnych Wyborców (FW), deputowany do Landtagu Bawarii, minister w rządzie Bawarii.

## Życiorys
Po zdaniu matury w 2008 roku odbył roczny staż w Bayerischen Landesbank. W latach 2009–2013 studiował nauki polityczne, społeczne i prawnicze na Uniwersytecie w Augsburgu oraz na Wolnym Uniwersytecie w Berlinie. Równolegle, w latach 2009–2012, pracował jako asystent naukowy na różnych katedrach Uniwersytetu w Augsburgu, a także współpracował ze strukturami parlamentarnymi w Bawarskim Landtagu. Od 2012 był zatrudniony jako pracownik naukowy frakcji Wolnych Wyborców w Landtagu. Od 2014 wykładał nauki polityczne i stosunki międzynarodowe na Uniwersytecie w Augsburgu. W 2018 uzyskał tytuł doktora nauk politycznych na tej samej uczelni.
Z ruchem Wolnych Wyborców związany jest od 2008 roku. W latach 2008–2012 pełnił funkcję wiceprzewodniczącego Młodych Wolnych Wyborców w Bawarii. W latach 2014–2023 zasiadał w radzie gminy Meitingen oraz, od 2014, w radzie powiatu Augsburg. W 2018 został wybrany do Landtagu Bawarii. Od 2018 do 2023 pełnił funkcję parlamentarnego sekretarza frakcji Wolnych Wyborców w parlamencie krajowym.
8 listopada 2023 objął urząd bawarskiego ministra ds. cyfryzacji. Od 21 listopada 2023 jest zastępczym członkiem Bundesratu.